# Whacked!
 (mai 2018).
Si vous disposez d'ouvrages ou d'articles de référence ou si vous connaissez des sites web de qualité traitant du thème abordé ici, merci de compléter l'article en donnant les références utiles à sa vérifiabilité et en les liant à la section « Notes et références ».
Whacked! est un jeu vidéo de type party game sorti en 2002 sur Xbox.
Édité par Microsoft Studios, ce jeu sera le dernier développé par Presto Studios avant la fermeture de la société.

## Xbox Live
Principalement multijoueur, le jeu fournissait un accès bêta à la première version du Xbox Live peu avant sa sortie officielle en novembre 2002. Une vidéo explicative présentant le Xbox Live ainsi que ses fonctionnalités se trouvait dans la section "démo" du jeu.